# Памятник детям — узникам концлагерей (Усть-Лабинск)
Памятник детям — узникам концлагерей — скульптурная композиция, посвящённая детям Великой Отечественной войны, пережившим заключение в концлагерях нацистской Германии. Монумент расположен на улице Ленина города Усть-Лабинска Краснодарского края рядом с мемориалом «Вечный огонь».

## История
Инициатором возведения мемориала малолетним узникам концлагерей стали общественные организации Усть-Лабинского района. Проект памятника подготовил архитектор Валерий Лыков, а художественные детали изготовил директор Усть-Лабинского историко-краеведческого музея Фуркат Байчибаев.
Торжественная церемония открытия монумента состоялась 22 июня 2020 года, в День памяти и скорби. Участники почтили память погибших минутой молчания и возложили к подножию памятника венки и цветы. На церемонии присутствовали глава города Станислав Гайнюченко и председатель городского Совета депутатов Светлана Агибалова, а также жительницы Усть-Лабинска, в детстве ставшие узниками концентрационных лагерей.

## Описание
Памятник установлен в центре города Усть-Лабинска, на территории воинского мемориала около «Вечного огня». В его основе — огромный гранитный валун с очертаниями человеческого лица весом более 6 тонн и высотой 2,5 метра, привезённый с кавказского высокогорья. Камень увит колючей проволокой — символом неволи, а над ним взлетают голуби, метафорически изображающие души погибших детей. На постаменте, облицованном красным гранитом, позолоченными буквами выведены слова:
Детям — узникам 
фашистских концлагерей. 
Выжившим и убитым.